# Hà ĐÌnh Hoàng
Hà Đình Hoàng (sinh năm 2006 tại Quảng Ninh) là một nhiếp ảnh gia người Việt Nam. Anh được biết đến qua các bộ ảnh chân dung và sự kiện, có tác phẩm đạt mức tương tác cao và được giới thiệu trên các nền tảng truyền thông uy tín.

## Tiểu sử
Hà Đình Hoàng sinh năm 2006 tại Quảng Ninh. Từ năm 2020 đến 2023, anh theo học tại Trường Trung học phổ thông Cửa Ông, Quảng Ninh. Năm 2024, anh chuyển đến Hà Nội và bắt đầu theo học ngành Nhiếp ảnh tại Trường Đại học Sân khấu – Điện ảnh Hà Nội.

## Sự nghiệp
Hoàng bắt đầu hoạt động nhiếp ảnh từ thời trung học, tập trung vào thể loại chân dung, ảnh cưới, ảnh kỷ yếu và ảnh sự kiện. Anh là người sáng lập thương hiệu HDH Media và mở rộng dịch vụ cho thuê máy ảnh qua HDH – Tiệm máy ảnh.

## Nổi bật và giải thưởng
- Năm 2024: Giải **Top 1 bộ ảnh được tương tác nhiều nhất** trong cuộc thi "Mang mùa xuân về" do Báo Dân Trí tổ chức.[5]
- Lọt vào **Top 10 thí sinh xuất sắc** trong cuộc thi "The Moments 2025" do Đại học Đại Nam tổ chức. (nếu có nguồn, bổ sung thêm)

## Phong cách nghệ thuật
Hà Đình Hoàng hướng đến việc “kể chuyện qua từng khung hình”, ưu tiên khai thác cảm xúc và chân dung tự nhiên từ các chủ thể. Nội dung tác phẩm của anh được chia sẻ và đánh giá tích cực trên các cộng đồng trực tuyến như Webtretho và Tinhte.